# 正徹物語
『正徹物語』（しょうてつものがたり）は、室町時代の歌論書。全2巻。前半（『徹書記物語』とも）は、正徹の執筆、後半（『清巌茶話』とも）は弟子の聞き書きと考えられている。
文安5年（1448年）ごろ、または宝徳2年（1450年）ごろに成立した。
歌論と歌話を集成する。藤原定家に対する傾倒が著しく、その幽玄論は重要な影響力を持った。

## 活字本
- 久松潜一、西尾実校注『歌論集 能楽論集』（〈日本古典文学大系65〉岩波書店、1960年）
- 小川剛生訳注『正徹物語　現代語訳付き』（角川ソフィア文庫、角川学芸出版、2011年） ISBN 978-4044001100